# Leí
Leí (em inglês:  Lehi), segundo o Livro de Mórmon, foi um profeta que viveu em Jerusalém durante o reinado do rei Zedequias (aproximadamente 600 a.C.). Leí era um israelita da tribo de José, e pai de Néfi, outro profeta proeminente no Livro de Mórmon. No primeiro livro do Livro de Mórmon, Primeiro Néfi, Leí e Néfi conduzem sua família para fora de Jerusalém e através do mar até a "terra prometida" (as Américas). Vem dele também o nome da cidade moderna de Lehi, Utah.

## Vida conforme o Livro de Mórmon

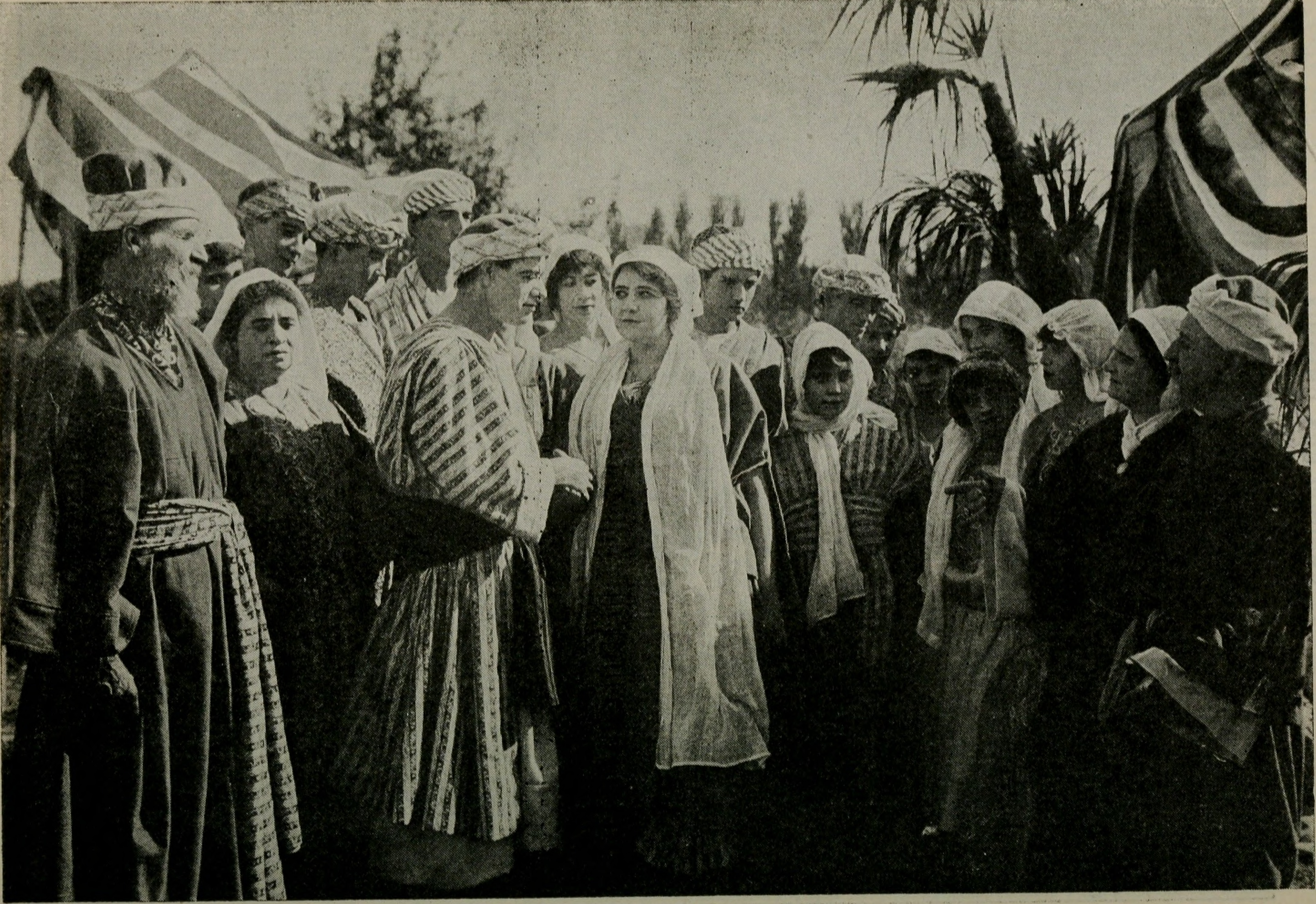
Leí e sua família em um retrato do final do século XIX

Segundo o Livro de Mórmon, as famílias de Leí, seu amigo Ismael e outro homem chamado Zorã deixaram Jerusalém algum tempo antes de sua destruição pelos babilônios em aproximadamente 587 a.C. O grupo de Leí prosseguiu para o sul, descendo a Península Arábica, até chegar a um local chamado Naom. Por algum tempo, Leí habitou numa tenda. Relata-se que Ismael morreu nessa época e foi enterrado neste local.
De Naom, o grupo seguiu em direção ao leste através do deserto até chegar a uma região costeira fértil que chamaram de Abundância, onde o filho de Leí, Néfi, foi instruído por Deus a construir um navio com o propósito de navegar através do oceano até a "terra prometida."  O grupo de homens, mulheres e crianças com seus animais embarcaram no navio e navegaram até chegarem às Américas.
O Livro de Mórmon relata que durante a viagem de sua família às Américas e antes de sua morte, Leí deu ensinamentos importantes a seus filhos e sua posteridade, que foram registrados por Néfi em placas metálicas que mais tarde foram usadas na compilação do Livro de Mórmon.

### Família
Após a morte de Leí, seus filhos Néfi e Lamã estabeleceram duas nações conflitantes, os nefitas e os lamanitas, e como tal ele é considerado um dos principais ancestrais do Livro de Mórmon e dos povos nativos americanos. Consoante o Livro de Mórmon, sua família imediata conhecida é mostrada no diagrama abaixo.
|      |      | Leí  | Leí  | Leí  | Leí  | Leí | Leí |        |        | Saria  | Saria  | Saria  | Saria  | Saria | Saria |     |     |     |     |     |     |  |  |      |      |      |      |      |      |  |  |      |      |      |      |      |      |  |  |      |      |      |      |      |      |
|      |      | Leí  | Leí  | Leí  | Leí  | Leí | Leí |        |        | Saria  | Saria  | Saria  | Saria  | Saria | Saria |     |     |     |     |     |     |  |  |      |      |      |      |      |      |  |  |      |      |      |      |      |      |  |  |      |      |      |      |      |      |
|      |      |      |      |      |      |     |     |        |        |        |        |        |        |       |       |     |     |     |     |     |     |  |  |      |      |      |      |      |      |  |  |      |      |      |      |      |      |  |  |      |      |      |      |      |      |
|      |      |      |      |      |      |     |     |        |        |        |        |        |        |       |       |     |     |     |     |     |     |  |  |      |      |      |      |      |      |  |  |      |      |      |      |      |      |  |  |      |      |      |      |      |      |
| Lamã | Lamã | Lamã | Lamã | Lamã | Lamã |     |     | Lemuel | Lemuel | Lemuel | Lemuel | Lemuel | Lemuel |       |       | Sam | Sam | Sam | Sam | Sam | Sam |  |  | Néfi | Néfi | Néfi | Néfi | Néfi | Néfi |  |  | Jacó | Jacó | Jacó | Jacó | Jacó | Jacó |  |  | José | José | José | José | José | José |

O Livro de Mórmon afirma explicitamente que Jacó e José são filhos de Leí, mas não afirma definitivamente que eram filhos de Saria. No entanto, o livro também não menciona que Leí tivesse esposas adicionais. Também se acredita que Leí teve filhas, talvez antes mesmo de Jacó e José nascerem. O filho de Leí, Néfi, menciona ter irmãs em seus escritos; seus nomes e ordem de nascimento são desconhecidos.

## Memorações modernas
Lehi, Arizona e Lehi, Utah, foram nomeados em sua homenagem pelos colonos santos dos últimos dias.